# Falih Al-Fayyadh
Falih Faisal Fahad Al-Fayyadh (arabe : فالح الفياض) est un homme politique irakien, ancien chef et conseiller du Conseil national de sécurité d'Irak,,, et actuellement président des Forces de mobilisation populaire depuis le 15 juin 2014. Il est également le fondateur du mouvement Ataa.

## Biographie
Al-Fayyadh est né le 27 mars 1956 à Bagdad, en Irak. Il a obtenu son baccalauréat en génie électrique de l'université de Mossoul en 1977. Il est président des Forces de mobilisation populaire et président et fondateur du mouvement Ataa. Jusqu'en juillet 2020, Al-Fayyadh était conseiller à la sécurité nationale auprès du Premier ministre irakien.
Le 8 janvier 2021, le département du Trésor américain a sanctionné Al-Fayyadh pour « son lien avec de graves violations des droits humains » et a évoqué son rôle dans la répression des manifestations en Irak qui ont débuté en octobre 2019. Au cours des manifestations, des milices soutenues par l'Iran, dirigé par Al-Fayyadh, a utilisé des tireurs d'élite pour tirer à balles réelles et des gaz lacrymogènes sur les manifestants antigouvernementaux, faisant de nombreux morts et blessés. La sanction était basée sur la loi Magnitski mondiale et a abouti à l'inscription d'Al-Fayyadh sur la liste SDN du Bureau de contrôle des avoirs étrangers,,.

## Postes
- Président de Hachd al-Chaabi (depuis 2014)[9].
- Chef et conseiller du Conseil national de sécurité (Irak)
- Fondateur et leader du mouvement Ataa[10].